# Геоизображение
Геоизображе́ние — любая генерализованная, масштабная и пространственно-временна́я модель земных объектов или процессов, представленная в образной (иконической) форме. Понятие «геоизображение» охватывает традиционные полиграфические и электронные карты, фотокарты, блок-диаграммы, рельефные карты и стереомодели, кинокарты, анаморфозы, аэро- и космические снимки, картографические анимации, виртуальные изображения и прочие.
Разработкой геоизображений занимается наука геоиконика.

## Виды
- Плоские
- Объёмные
- Динамические (трёх- и четырёхмерные)